# 笹本菜津枝
笹本 菜津枝（ささもと なつえ、7月29日 - ）は、日本の女性声優。埼玉県出身。EARLY WING所属。

## 出演
太字はメインキャラクター。

### テレビアニメ
2009年
- FAIRY TAIL（2009年 - 2024年、女性客、リオンの手下、老女、村人、村の少女、鳥、女A、魔導士、キナナ、キュベリオス、観客、ロキの女、女性、客、信者、老婆、デスケード） - 4シリーズ

2011年
- アスタロッテのおもちゃ!（生徒）

2012年
- しろくまカフェ（ヤマアラシファンクラブ）
- 探検ドリランド（女性）
- となりの怪物くん（ゆめ子）

2013年
- 絶対防衛レヴィアタン（ケートー）
- ローゼン・メイデン（劇団員）
- げんしけん 二代目（加藤）
- 世界でいちばん強くなりたい!（レフェリー）
- ログ・ホライズン（2013年 - 2015年、イサミ、魔導技師、侍女） - 2シリーズ

2014年
- ゴールデンタイム（伊藤）
- ご注文はうさぎですか?（女性客）

2016年
- ディバインゲート（トリスタン、老夫婦の妻、評議会重臣）
- 逆転裁判 〜その「真実」、異議あり!〜（葉中のどか）
- 一人之下 the outcast（遊女B）
- Bloodivores（チョウ・イフェン）
- マジきゅんっ!ルネッサンス（女子生徒）

2017年
- ACCA13区監察課（ケリ、親衛隊）
- 神撃のバハムート VIRGIN SOUL（地獄門の女、ドミネイトデモン）

2018年
- グラゼニ（うぐいす嬢、結衣） - 2シリーズ
- アンゴルモア 元寇合戦記（ナミ）

2019年
- みだらな青ちゃんは勉強ができない（鈴木浩子、ホテル員、コンパニオン）
- なむあみだ仏っ!-蓮台 UTENA-（女性、女性客）
- 放課後さいころ倶楽部（たかしの母親）
- 厨病激発ボーイ（吹奏楽部部長）

2023年
- 白聖女と黒牧師（女性）
- 聖剣学院の魔剣使い（研究員）

2024年
- 月が導く異世界道中 第二幕（ユキナツ＝カズサ）
- 神は遊戯に飢えている。（副隊長）
- 烏は主を選ばない（谷間の遊女）
- 小市民シリーズ（女性捜査官）

2025年
- 誰ソ彼ホテル（瑪瑙）
- 妖怪学校の先生はじめました!（アナウンス）
- WIND BREAKER Season 2

### OVA
- FAIRY TAIL 〜メモリーデイズ〜（2012年、ドロイ〈少年時代〉）
- 剣が君（2013年、矢ノ彦）
- FAIRY TAIL 〜ドキドキ・リュウゼツランド〜（2013年、デスケード）
- 銀魂° 愛染香篇 後編（2016年、遊女A）※コミックス第66巻DVD同梱版

### Webアニメ
- LUPIN ZERO（2022年、女C[36]）

### ゲーム
2012年
- ディスガイア D2
- ファイターズクラブ（ミュライ、リカ、ニーナ、リリアン、ソフィア）

2013年
- アルカナファミリア2（キアラ、ピア）
- Caladrius（アイラ・ジェナ・パルシオン）
- ギンガフォース（ナツキ）
- 閃乱カグラ SHINOVI VERSUS -少女達の証明-（親衛隊、他）

2014年
- Caladrius BLAZE（アイラ・ジェナ・パルシオン、レイズ・ナージェ）

2015年
- アイパラ! IDOL PARADISE（優木シオン）
- エクスケーブ 〜運命の夢幻塔編〜（スカーレット）
- 刻のイシュタリア（ライラ、アスクレピオス）
- たたかえぶたさん（ぶたさん）
- 輝星のリベリオン (フォルトゥナ、ブランヴィリエ)
- 魔壊神トリリオン（アシュメディア）
- モンスター娘のいる日常オンライン（ホロ、サラ、イオルム、ジーナ）
- ロボットガールズZ ONLINE（神八須サクラ）

2016年
- UPPERS（カトレア）
- 神獄塔 メアリスケルター（上島視子）
- スチームプリズン（セキエイ、ウルリク幼少）

2017年
- 嘘月シャングリラ（ソニア）
- 閃乱カグラ PEACH BEACH SPLASH（菖蒲）
- 誰ソ彼ホテル（瑪瑙）
- ルフランの地下迷宮と魔女ノ旅団（マッドラプター、シアトリカルスター）

2018年
- 銀魂乱舞（百華、町人〈女〉）
- シノビマスター 閃乱カグラ NEW LINK（菖蒲）
- 神獄塔 メアリスケルター2（上島視子）
- 竜星のヴァルニール（コーベリア）
- 戦国大河（望月千代女）
- 月煌－Luster－（涼月、イシアル）

2019年
- グランブルーファンタジー（異界の魔物達）

2020年
- ラストピリオド–終わりなき螺旋の物語–（メリダ）
- 神獄塔 メアリスケルターFinale（上島視子）
- BLEACH Brave Souls（道羽根アウラ）

2021年
- プロジェクトセカイ カラフルステージ! feat. 初音ミク（2021年 - 2025年、イオリ）
- ハミダシクリエイティブ（聖莉々子）

2022年
- タクティクスオウガ リボーン（ジョセフィーヌ）

2024年
- ファイナルファンタジーVII リバース
- メタファー:リファンタジオ

| 2025年 |
- 届けろ！戦え！カラミティエンジェルズ(ソシア)

### ドラマCD
- 魔術士オーフェン しゃべる無謀編 （2013年、ジャニス・リーランド）
- 魔術師オーフェン はぐれ旅 鋏の託宣 （2013年、シスター・ネグリジェ）
- 屍姫 - 17巻特装版 温泉に行こう！（屍）
- 闘影 ジ・カイザー オリジナルドラマCD(神八須サクラ)
- ドラマCD 人災派遣のフレイムアップ（若松楓）

### 吹き替え
- ガン・シティ 〜動乱のバルセロナ〜 ※Netflix
- クワンティコ　FBIアカデミーの真実（アイリス・チャン）
- 心のカルテ（アナ〈キャスリン・プレスコット〉） ※Netflix
- シカゴP.D. Season7(アナ・アバロス)※海外ドラマ専門チャンネルAXN
- シカゴ・ファイア（エミリー・フォスター〈アニー・イロンゼ〉）
- HALSTON/ホルストン（エルサ・ペレッティ）
- BETWEENシリーズ（トレイシー）
- コスチュームクエスト〜モンスターを倒せ！〜（ウーナ、リリー）
- コッソンビ 二花院(イファウォン)の秘密（メウォル〈妓生〉)※BSプレミアム
- ナイトフォール -悲運の騎士団-（リディア）
- 夫婦の世界(ヒョンソ)
- フリンチ：怯んだら負け！（タイラア）
- 王は愛する（オク・プヨン）
- 火の女神 ジョンイ（恭嬪キム 他）
- 華政（チェ尚宮、淑媛シン、世子嬪カン、女官）
- マルコポーロシリーズ（恭帝、ジンフェイ 他）
- ヴィジョン 暗闇の来訪者（ヴィクトリア、講師）
- This is who I am
- 山猫は眠らない10 レディ・デスの奪還（レディ・デス〈藤本ルナ〉[56]）
- 御史とジョイ（ビリョン〈チェ・ウォンビン〉）
- 暗行御史＜アメンオサ＞～朝鮮秘密捜査団(ホン・ダイン役)※テレビ東京 韓流プレミア

### デジタルコミック
- UULA
  - ホタルノヒカリ（山田 早智子、雨宮 湖太 他）
  - BADBOYS（美智恵）
  - クロサギ（羽田美咲）
  - ピース オブ ケイク（梅宮志乃）
- Beeマンガ
  - モテキ（ギャル）
  - 新宿スワン（カエデ 他）
  - 近キョリ恋愛（名波菊子）
  - 主に泣いてます（青山由紀子）
  - GTO（オルナガ、泉尚子、内山田良子）
  - カノジョは嘘を愛しすぎてる（茉莉）
- dTV（旧名・dビデオ powered by BeeTV）
  - 寄生獣（加奈）
  - となりの怪物くん（二宮冴子）
- ENSOKU 夜と怪奇と少女と鉄（十六夜[57][58]）
- マンガMeeチャンネル 抱かないあなたと抱かれたいわたし（2021年、葛西あゆみ[59]）
- 電子書籍ストアBookLive!（YouTubeチャンネル）
  - ニーナさんの魔法生活（2021年、ナレーション、ニムル[60][61]）
  - 咲ちゃんは淫魔の子（合掌）（2021年、咲の母[62][63]）
- カドカワストア.TV スモークブルーの雨のち晴れ（2023年、吾妻の姉）[64]

### Web番組
- 東京びっくり観光ツアー（仮）（音泉チャンネル：2012年8月10日 - 30日、全4回）

### ナレーション
- ホテルシエスタ セントラルイン
- TANITAの洗えるクッキングスケール
- 井藤漢方製薬 食べてもDiet!
- 音泉7月インフォメーション
- DVD「bjリーグスーパースターズⅡ〜08-09 THE BEST〜」
- 平成20年度教育用デジタル教材「たのしく学べる!実用実験動画集」
- サカタのタネ ラジオCM

### 舞台
- ラバーズコンチェルト（あざみ）

## ディスコグラフィ
| 発売日  | 商品名                                       | 歌                         | 楽曲 | 備考   |
| 2013年  | 2013年                                       | 2013年                     | 2013年 | 2013年 |
| ------- | -------------------------------------------- | -------------------------- | --- | ------ |
| 4月17日 | いつも口ずさんでた歌を合唱でカヴァーしてみた | フェイバリットソング合唱団 | 「フェイバリットソング合唱団のテーマ」 「CMソングメドレー」 「あなたに」 「キセキ」 「情熱の薔薇」 「空も飛べるはず」 「未来予想図II」 「M」 「フェイバリットソング合唱団エンディング」 |        |

### シリーズ一覧
1. ↑  第1期（2009年 - 2012年）、第2期（2014年 - 2015年）、第3期（2019年）、続編『100年クエスト』（2024年）
2. ↑  第1シリーズ（2013年 - 2014年）、第2シリーズ（2014年 - 2015年）
3. ↑  シーズン1（2018年）、シーズン2（2018年）

### ユニットメンバー
1. ↑  秋元瑞貴、阿部玲子、石垣奈津美、石川詩乃、内田愛美、大木美和、加藤祐梨、北澤綾香、黒木美咲、雑賀優、坂口愛佳、紗上唄菜、坂本麻美、阪本智美、桜木アミサ、笹本菜津枝、篠永百合、瀬川恵理、竹内麻沙美、谷邊由美、田村奈央、辻綾乃、富永佳恵、中牟田理恵、中村温姫、沼裕華、中芝文香、萩乃水城、濱谷夏帆、三上梨絵、森島亜梨紗、吉田紗和子、羅弘美